# Greve, Danmark
Greve är en tätort (danska: byområde) i Greve kommun i Region Hovedstaden i östra Danmark. Orten ligger vid sidan av E20/E47/E55, väster om kommunens centralort Greve Strand, på den östra delen av ön Själland och är kyrkby i Greve socken.